# Кричевский, Михаил Станислав
Михаи́л Станисла́в Криче́вский (пол. Michał Stanisław Krzeczowski; ум. 3 августа 1649) — чигиринский реестровый и киевский полковник, наказной гетман Войска Запорожского, участник восстания Хмельницкого.

## Биография
Михаил Кричевский родился в Берестейском воеводстве в семье шляхтича-католика. Дата рождения неизвестна.
Служил в польском войске и был любимцем великого коронного гетмана Станислава Конецпольского. В 1643 году был назначен реестровым чигиринским полковником. Стал кумом сотника Чигиринского полка Богдана Хмельницкого.
В начале восстания Хмельницкого Кричевский участвовал в составе польских войск в битве под Жёлтыми Водами и попал в плен к татарам. Хмельницкий выкупил его из крымского плена и Кричевский перешёл на сторону восставших, принял православие и имя Михаил (ранее был Станиславом), а в мае 1649 года был назначен киевским полковником. В 1649 году был назначен наказным гетманом над 10-тысячным отрядом и 18 июля прибыл в Чернобыль. Объединившись там с другими полками, решил идти под Лоев и атаковать литовскую армию, которая готовилась к наступлению на повстанцев. 24 июля армия Кричевского переправилась через Припять и 29 июля заняла город Холмеч. 31 июля казаки атаковали армию гетмана Януша Радзивилла, но в разгоревшейся Лоевской битве были разбиты. Тяжелораненый наказной гетман Михаил Кричевский попал в плен и умер в плену.